# Freddie Blassie
Frederick Kenneth Blassie (St. Louis, 8 de fevereiro de 1918 — Hartsdale, 2 de junho de 2003) foi um lutador profissional estadunidense mais conhecido por seu nome no ringue "Freddie Blassie".

## Carreira na luta profissional

### World Wide Wrestling Federation/World Wrestling Federation (1964—2003)
Ao vender a empresa ao seu filho, Vince K. McMahon, Vince J. lhe fez prometer que manteria vitaliciamente seus conselheiros mais próximos, como Ernie Roth, Lou Albano, Arnold Skaaland, Gorilla Monsoon e Freddie Blassie.
Blassie acompanhou Nikolai Volkoff e The Iron Sheik contra os campeões de duplas da WWF The U.S. Express (Barry Windham e Mike Rotunda) no primeiro WrestleMania. O time de Volkoff e Sheik venceram após o último usar a bengala de Blassie contra Windham pelas costas do árbitro. No WrestleMania 2, Blassie acompanhou Volkoff para sua luta contra Corporal Kirschner. Durante o combate, Kirschner impediu Volkoff de usar a bengala de Blassie e o derrotou.
A última aparição televisionada de Blassie aconteceu durante o Raw de 12 de maio de 2003. Em uma cadeira de rodas e promovendo seu livro "The Legends of Wrestling: "Classy" Freddie Blassie: Listen, You Pencil Neck Geeks", Blassie foi confrontado pelo Gerente Geral Eric Bischoff, que comandou o trio 3-Minute Warning (Jamal, Rosey e Rico) a atacá-lo. Stone Cold Steve Austin e os Dudley Boyz (Bubba Ray e D-Von Dudley) salvaram Blassie, que usou o bordão de Bubba Ray, "Get the tables!", para que os Dudleys atacassem Rico com uma mesa. Nos bastidores, após o segmento, Bubba Ray teria se ajoelhado e beijado a mão de Blassie, e Austin e Chris Jericho o teriam abraçado, com Vince McMahon tendo lhe dito que ele havia "roubado o show".

## Na luta profissional
- Lutadores de quem foi manager[2]

| - - The Wolfman - Strong Kobayashi - The Sheik of Baghdad - Waldo Von Erich - Blackjack Mulligan - Ivan Koloff - Baron Mikel Scicluna - Skandor Akbar | - - Crusher Blackwell - Hercules Hernandez - Baron von Raschke - Swede Hanson - Bad News Allen - The Polish Prince - Tor Kamata - Mr. Saito | - - Peter Maivia - Adrian Adonis - Ray Stevens - Tiger Chung Lee - Spiros Arion - Victor Rivera - Jesse Ventura - Killer Khan | - - Mr. Fuji - George Steele - Nikolai Volkoff - The Iron Sheik - Dick Murdoch - Lou Albano - Hulk Hogan - Stan Hansen |

## Títulos e prêmios
- Championship Wrestling from Florida
  - NWA Southern Heavyweight Championship (versão floridense) (2 vezes)[7]
  - NWA World Tag Team Championship (versão floridense) (1 vez)[8] – com Tarzan Tyler

- Mid South Sports
  - World Heavyweight Championship (Geórgia) (2 vezes)[9]
  - NWA Georgia Heavyweight Championship (1 vez)[10]
  - NWA International Tag Team Championship (versão georgiana) (3 vezes)[11] – com Kurt Von Brauner (1), Bob Shipp (1) e Eric Pederson (1)
  - NWA Southern Heavyweight Championship (versão georgiana) (17 vezes)[12]
  - NWA World Tag Team Championship (versão georgiana) (2 vezes)[13] – com Bill Blassie

- National Wrestling Alliance
  - NWA World Junior Heavyweight Championship (1 vez)[14]
  - Hall da Fama da NWA (Classe de 2011)[15]

- North American Wrestling Alliance/Worldwide Wrestling Associates/ NWA Hollywood Wrestling
  - WWA World Heavyweight Championship (Los Angeles) (4 vezes)[16]
  - WWA/NWA Americas Heavyweight Championship (5 vezes)[17]
  - NWA Brass Knuckles Championship (versão de Los Angeles) (5 vezes)[18]
  - WWA International Television Tag Team Championship / WWA United States Tag Team Championship (3 vezes)[19][20] – com Mr. Moto (2) e Don Leo Jonathan (1)
  - WWA Los Angeles World Tag Team Championship / NWA Americas Tag Team Championship (5 vezes)[21][22] – com Mr. Moto (1), Buddy Austin (2), Crybaby Cannon (1) e Don Carson (1)

- NWA Mid-America
  - NWA Southern Junior Heavyweight Championship (1 vez)[23]

- NWA Mid-Pacific Promotions
  - NWA North American Heavyweight Championship (versão havaiana) (1 vez)[24]

- Pro Wrestling Illustrated
  - Manager do Ano (1976)[25]
  - Stanley Weston Editors' Award (2000)[26]

- Professional Wrestling Hall of Fame and Museum
  - Television Era (Classe de 2004)[27]

- World Wrestling Federation
  - Hall da Fama da WWF (Classe de 1994)[28]
  - Slammy Award pelo Conjunto da Obra[29]

- Wrestling Observer Newsletter
  - Hall da Fama da WON (Classe de 1996)[30]
  - Pior Luta do Ano (1985) vs. Lou Albano[31]